# Druckkabine

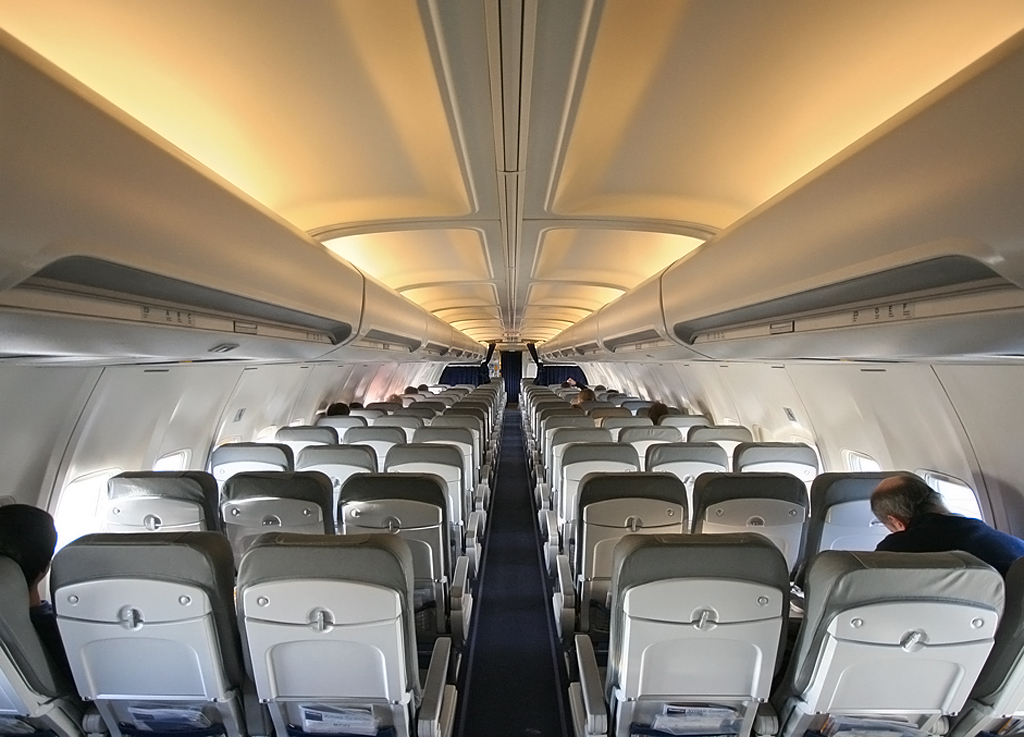
Passagierkabine innerhalb der Druckkabine einer Boeing 737

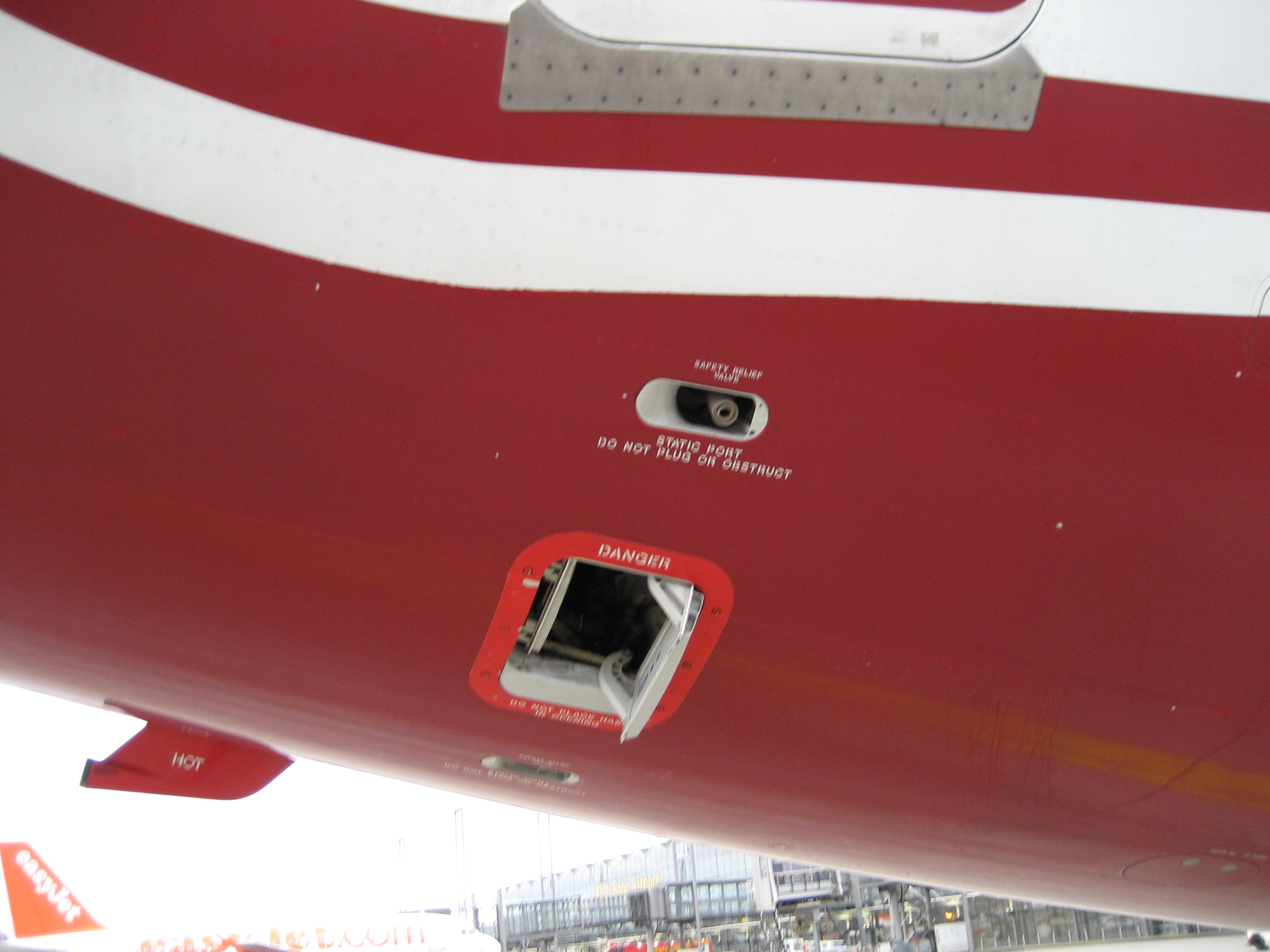
Outflow Valve und Overpressure Relief Valve einer B737-800

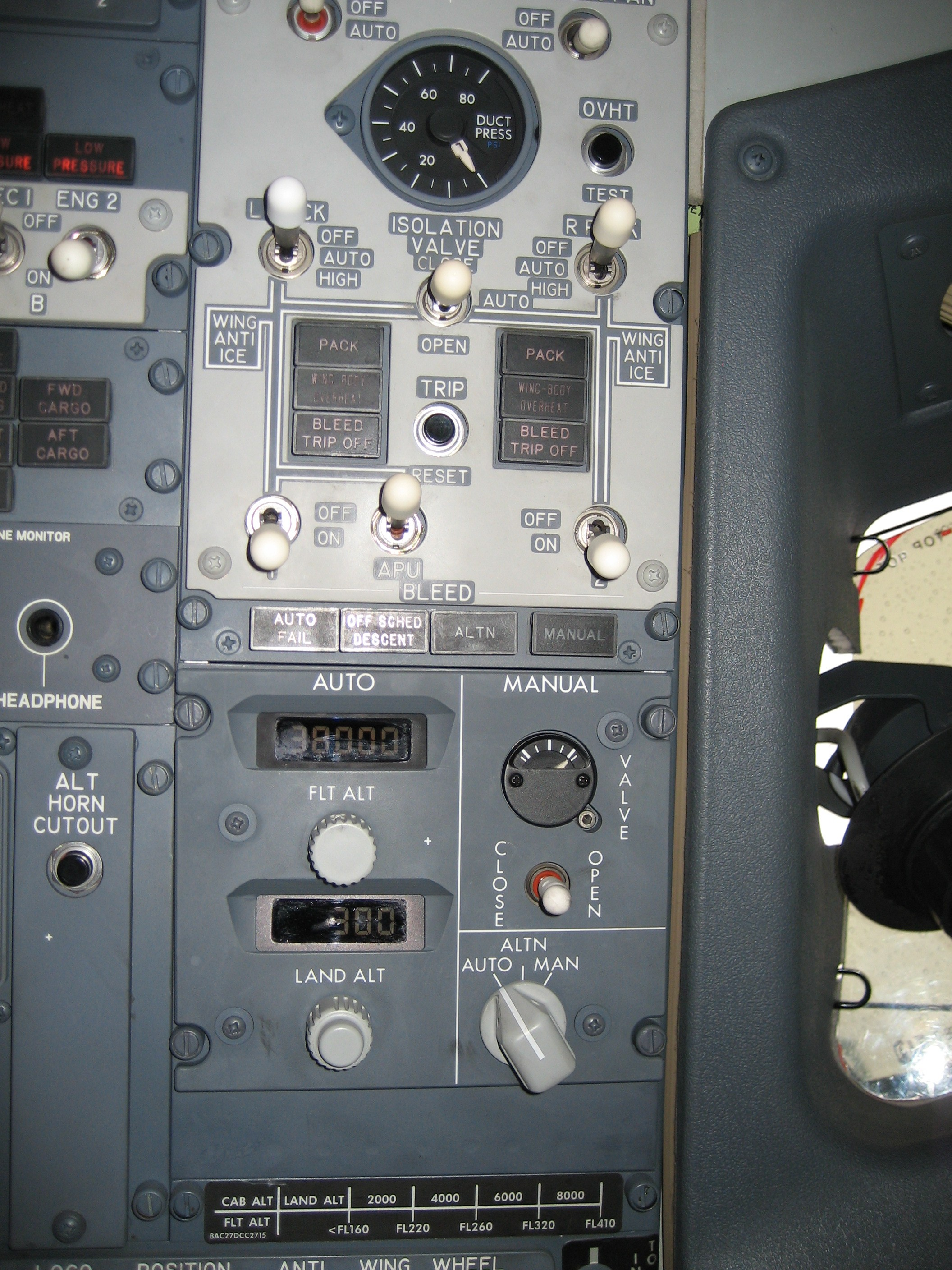
Cabin Pressure and Bleed Air Control Panels einer B737-800, unten Richtwerte für den Kabinendruck (als Kabinendruckhöhe, CAB ALT) in ft je nach Flughöhe (FLT ALT) in FL = Hektofuß

Unter einer Druckkabine wird in der Luft- und Raumfahrt eine druckfeste Bauform von Passagierkabine, Cockpit oder Frachtraum für höher fliegende Flugzeuge oder Raumschiffe verstanden, die Menschen und Tieren den Aufenthalt unter diesen beeinträchtigenden bis lebensfeindlichen Bedingungen ermöglicht. Das wird durch einen in der Druckkabine aufrechterhaltenen gegenüber der Umgebung erhöhten Luftdruck erreicht.

## Kabinenhöhe
Der Luftdruck in der Kabine lässt sich in Relation zu einer bestimmten Höhe ausdrücken. Statt vom Luftdruck in der Kabine wird daher auch von Kabinenhöhe (engl. cabin altitude) oder genauer der Kabinendruckhöhe gesprochen. Die Kabinenhöhe wird im Flug reguliert und soll sich im Bereich von −200 ft (−60 m) bis +8000 ft (+2438 m) bewegen. Der Druck in der Kabine soll also einem Luftdruck in dieser Höhe entsprechen.
Wird der Luftdruck in der Kabine erhöht, dann sinkt die Kabinenhöhe, was auch als Sinkflug der Kabine bezeichnet wird. Umgekehrt steigt die Kabinenhöhe (Steigflug der Kabine), wenn der Druck in der Kabine gesenkt wird. Die Kabinenhöhe ist in Analogie zur Flughöhe zu sehen, die auf den Umgebungsdruck (Druckhöhe, siehe Dichtehöhe) bezogen wird. In einem Flugzeug ohne Druckkabine sind Flughöhe und Kabinenhöhe identisch. Dass durch den Fahrtwind leichte Druckabweichungen in der Kabine herrschen können, wird bei dieser Betrachtung vernachlässigt.

## Druckverhältnisse

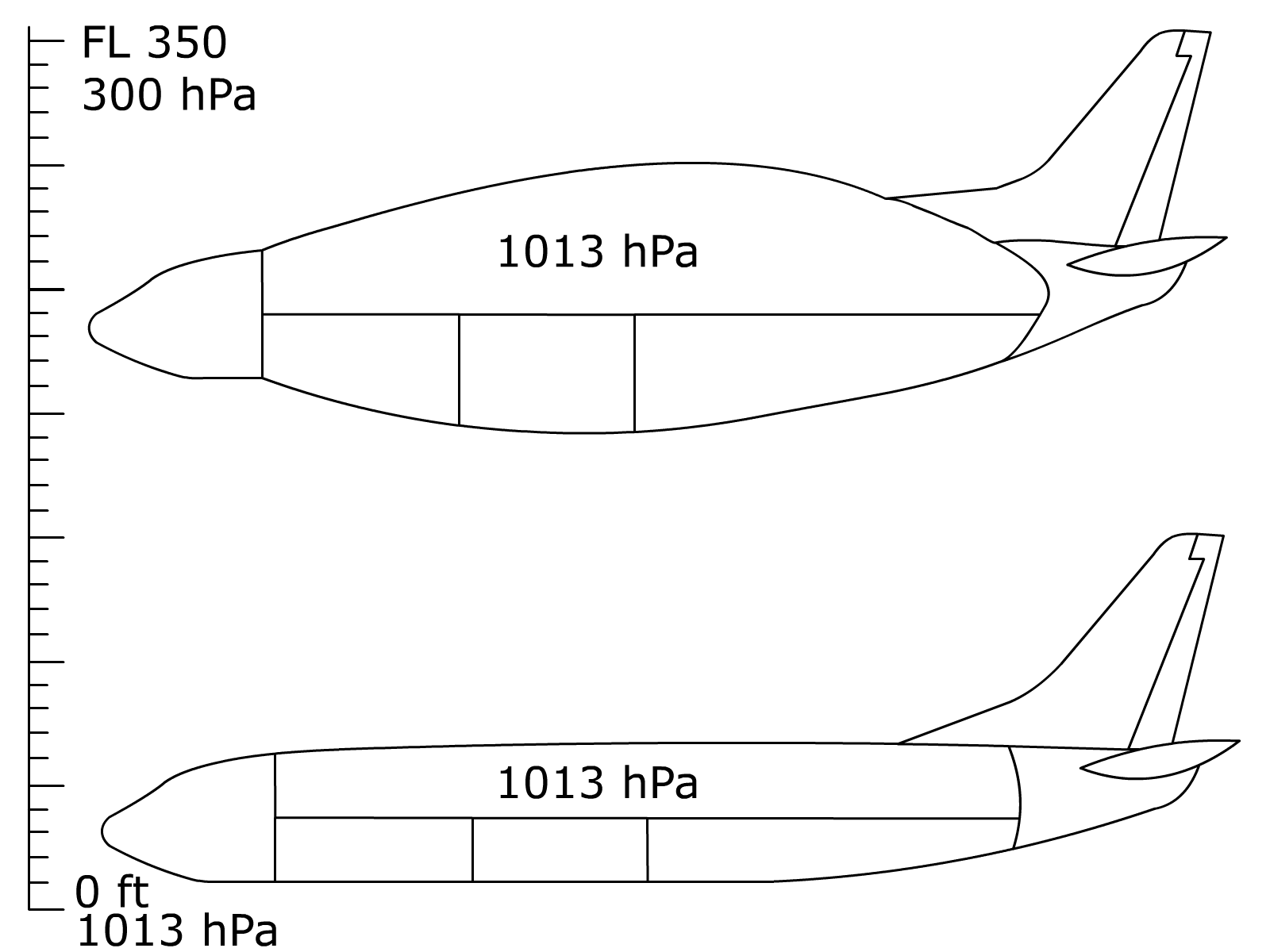
Abbildung 1: übertriebene Darstellung der Ausdehnung einer Druckkabine mit zunehmender Höhe. Um den Druckunterschied zwischen Innen und Außen (Differential Pressure) nicht zu groß werden zu lassen, muss der Druck im Flugzeug während des Steigfluges gesenkt werden. Die Kabinenhöhe wird auf 2000 bis 3000 m einreguliert.

Die Druckverhältnisse ändern sich während eines Fluges erheblich. Bereits in einer Höhe von 18.000 ft (ca. 5450 m) hat sich der Luftdruck der Außenluft halbiert, in 34.000 ft (ca. 10.300 m) beträgt er nur noch ein Viertel.
Die Kabine eines Flugzeugs, das sich im Steigflug befindet, dehnt sich wegen des abnehmenden Außendrucks bei gleich bleibendem Innendruck aus. Im Sinkflug verringert sich die Ausdehnung der Kabine wieder. (Abbildung 1)
Die erlaubte Differenz zwischen Innendruck und Außendruck (Differenzdruck, delta P, ΔP; maximaler Druckunterschied oder engl. pressure differential auch differential pressure) ist durch die Bauweise (Gewicht) der Kabine begrenzt, aber auch durch das Verhalten der Kabine bei plötzlicher Dekompression. Wegen dieser konstruktionsbedingten Begrenzung muss der Innenkabinendruck gegenüber dem Druck auf Meereshöhe abgesenkt werden, wenn das Flugzeug in großen Höhen fliegt (Abbildung 2 und 3). Bei einem Kabinendruck nach dem Start von konstant auf 0 m Kabinenhöhe (= Meereshöhe) wäre der Druck in der Kabine gegenüber dem Außendruck größer, so dass die Flugzeughülle stabiler dimensioniert werden müsste, um nicht durch Materialermüdung zu versagen.
Bei einer Druckdifferenz von 0,6 bar beträgt der Innendruck auf die Innenwand der Druckkabine ungefähr sechs Tonnen je Quadratmeter.
Je nach Flugphase wird der Druck in der Druckkabine allmählich geändert oder konstant gehalten.
- Im Steigflug (engl. climb) muss die Kabinenhöhe steigen (Luftdruck sinkt in der Kabine). Das Auslassventil (siehe unten) wandert in eine weiter geöffnete Position (gegenüber dem stabilen Zustand, beispielsweise am Boden oder im Reiseflug).
- Im Sinkflug (engl. descent) muss die Kabinenhöhe sinken (Luftdruck steigt in der Kabine). Das Auslassventil schließt etwas mehr.
- Im Reiseflug (engl. cruise) muss die Kabinenhöhe konstant auf einem hohen Wert gehalten werden („Dienstgipfelhöhe der Kabine“, niedriger Luftdruck in der Kabine im Vergleich zur Meereshöhe). Unter stabilisierten Bedingungen mit konstanter Kabinenhöhe ist die Luftmenge, die durch das Auslassventil fließt, gleich der Luftmenge, die von der Klimaanlage (Pack) geliefert wird, minus der durch Leckage verlorenen Luft. Das Auslassventil ist teilweise geöffnet.
- Während Start und Landung (engl. take off and landing) wird die Kabinenhöhe etwas unter Platzniveau abgesenkt, das bedeutet, dass der Kabinendruck etwas erhöht wird. In dieser Situation kann nämlich bei einem großen Rotationswinkel (zeitweilig großer Anstellwinkel) der Luftstrom teilweise gegen das Auslassventil im Heckbereich und die ausströmende Luft gerichtet sein. Durch Staudruckwirkung  kann ein plötzlicher Druckanstieg innerhalb der Kabine verursacht werden. Durch kurzzeitige Erhöhung des Kabinendrucks (engl. ground pressurisation) beim Start und bei der Landung um ca. 0,1 PSI (entsprechend einer Kabinenhöhe von 200 ft unterhalb der Flugplatzhöhe oder 0,007 bar = 7 mbar) lässt sich dieser Effekt vermeiden (Abbildung 2). Flugzeuge, die keine Zapfluft (engl. bleed-air) nutzen, benötigen keine ground pressurisation.

Bei einigen Mustern wird standardmäßig, bei den anderen nur bei Bedarf, „packless“ gestartet (packs sind die Hauptaggregate der Klimaanlage im Flugzeug: packless = mit ausgeschalteten packs) – damit erhöht sich der effektive Triebwerksschub, denn die Triebwerksleistung wird nicht durch die abgezweigte Zapfluft aus der Verdichterstufe des Triebwerkes gemindert, die für den Betrieb der packs benötigt wird. Diese zusätzliche Triebwerksleistung (durch Ausschalten der packs) wird besonders benötigt bei hohem Startgewicht, hohen Außentemperaturen oder Flugplätzen mit niedrigem Luftdruck (z. B. Gebirge).

## Technik der Druckkabinen

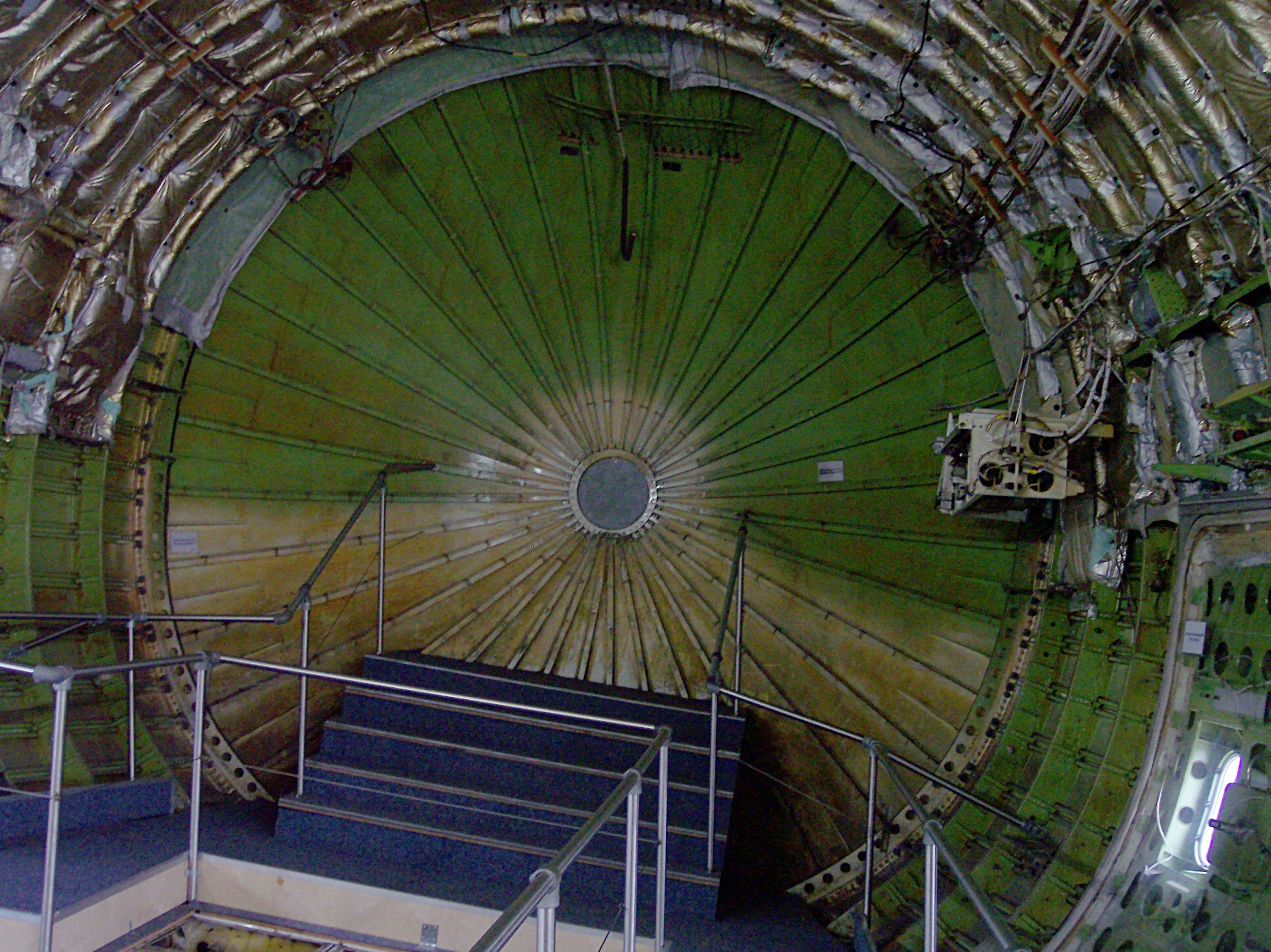
Hinteres Druckschott einer B-747

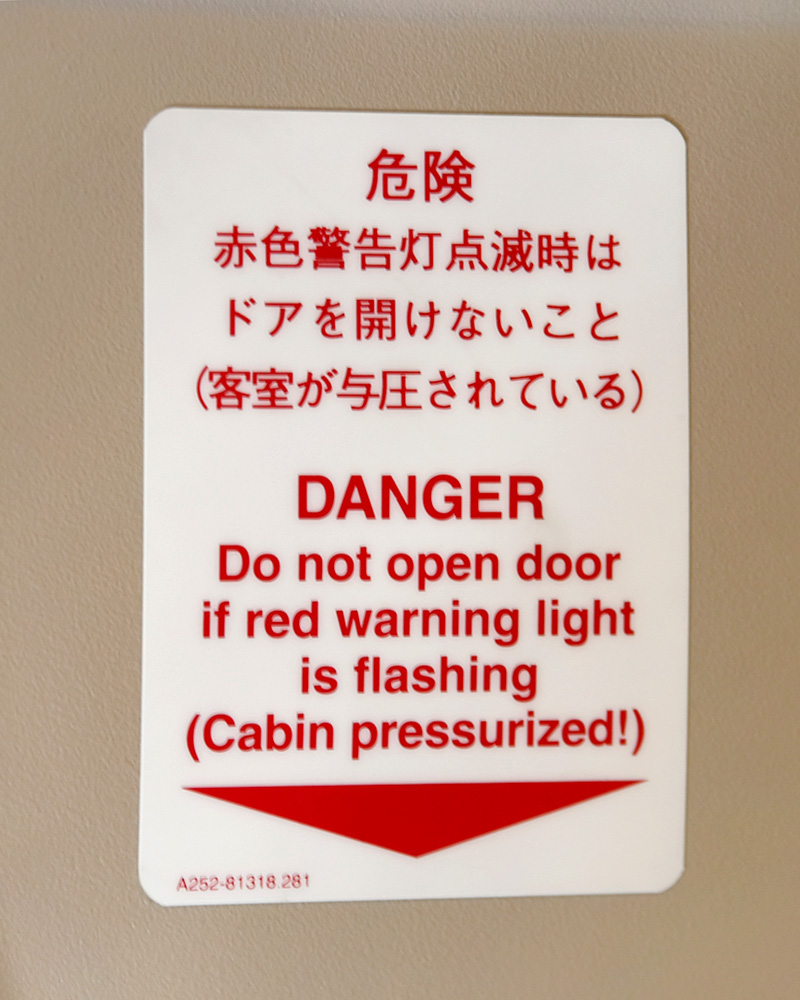
Warnschild an der Kabinentür eines Airbus A300-600R von innen

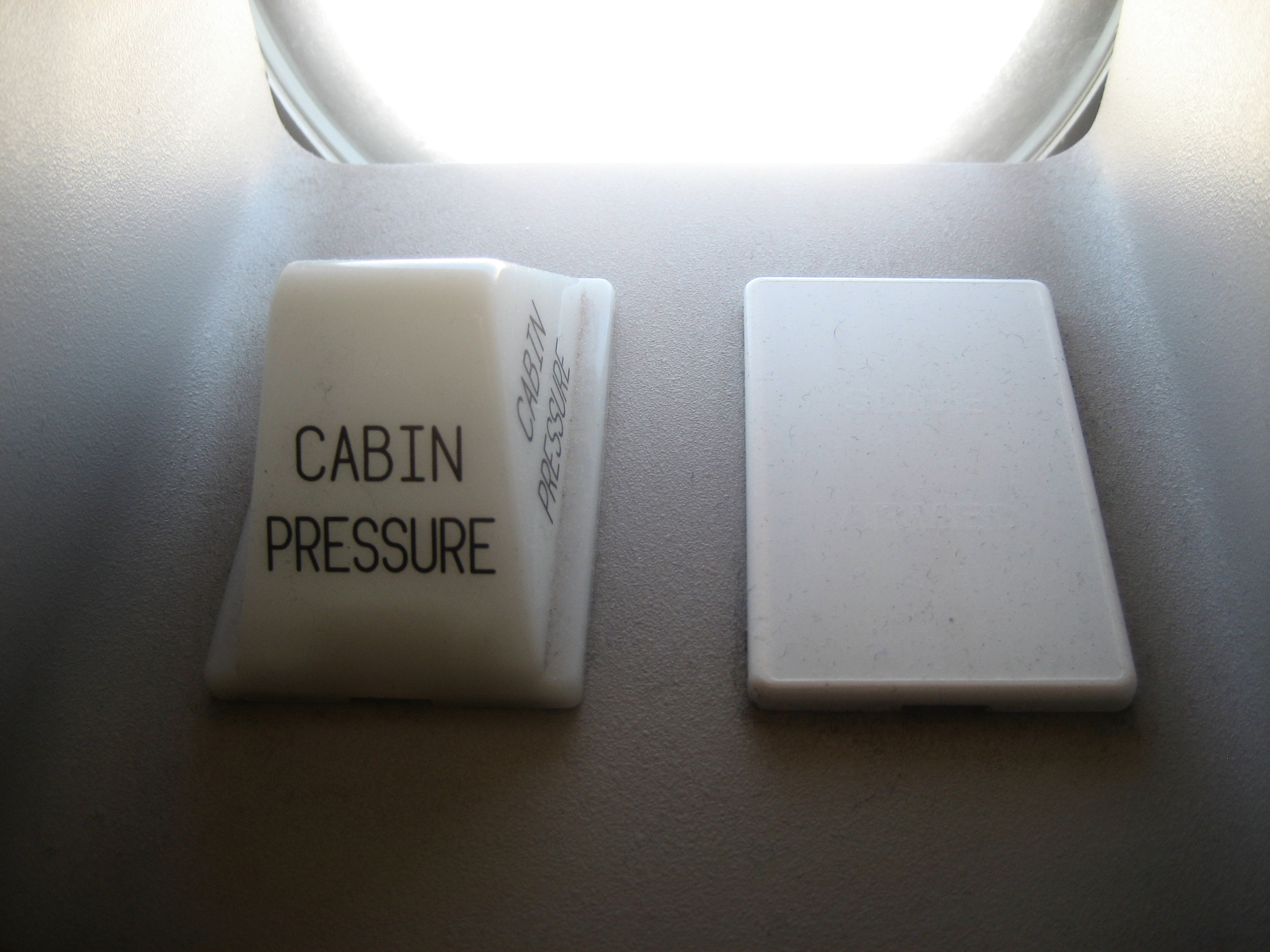
Warnleuchte zur Anzeige des Überdrucks

Eine Druckkabine erfordert einen wesentlich höheren konstruktiven Aufwand. Einerseits führt das zu einer vermehrten Gewichtsbelastung. Andererseits muss der Kabinendruck aufwendig reguliert werden, um Unterdruck oder Überdruck in der Kabine zu vermeiden.
Ein Flugzeug mit Druckkabine ist nicht hermetisch dicht, es wird ständig Frischluft zugeführt und ein Teil der verbrauchten Luft aus dem Flugzeug abgelassen. Die Triebwerke und nachgelagerten Packs (Klimaanlage im Flugzeug) liefern die dafür notwendige Luft. Zusätzliche Turbokompressoren unterstützen bei älteren Maschinen die Triebwerke, bis etwa in die 1960er Jahre. Neu ist die ausschließliche Erzeugung der Druckluft mit einem Elektrokompressor (Boeing 787). Automatisch arbeitende Ventile (siehe unten) regulieren dann den Druck in der Druckkabine durch Rückstau oder Entweichen – die Zuluftmenge ist ungeregelt.
Konstruktive Schwachpunkte bei der Abdichtung des Flugzeuges und für die Stabilität bei hohem Innendruck sind:
- die Flugzeugtüren (einschließlich Frachttüren),
- die Flugzeugfenster und
- das hintere Druckschott (engl. rear pressure bulkhead).

Innerhalb der Kabine wird ein relativer Überdruck erzeugt, dafür wird meistens die Zapfluft der Triebwerke oder ein elektrischer Kompressor genutzt (Boeing 787). Um die Konstruktion der Druckkabine nicht unnötig zu belasten, wird nur ein bestimmter maximaler Druckunterschied (Differenzdruck) eingestellt. Es ist vorgeschrieben, dass der Luftdruck in der Kabine nicht unter den Wert fallen darf, der unter Normalbedingungen in 8000 ft (2438 m) Höhe herrscht (Kabinenhöhe). 

### Druck-Ventile
Die Druckregulierung der Druckkabine erfolgt über folgende Ventile (engl. valves)
- positive pressure relief valve (normalerweise outflow valve genannt; dt. Auslassventil): die Ventile (meist zwei oder mehr) für die Druckregulierung durch Druckablass im Normalbetrieb
- negative pressure relief valve (dt. Unterdruck-Notventil): diese Funktion übernehmen normalerweise die Türdichtungen
- safety pressure relief valve (auch overpressure relief valve genannt; dt. Notventil oder Sicherheitsventil): diese begrenzen auf das strukturelle Limit, falls die Druckregelung versagt

### Regelung des Kabinendruckes

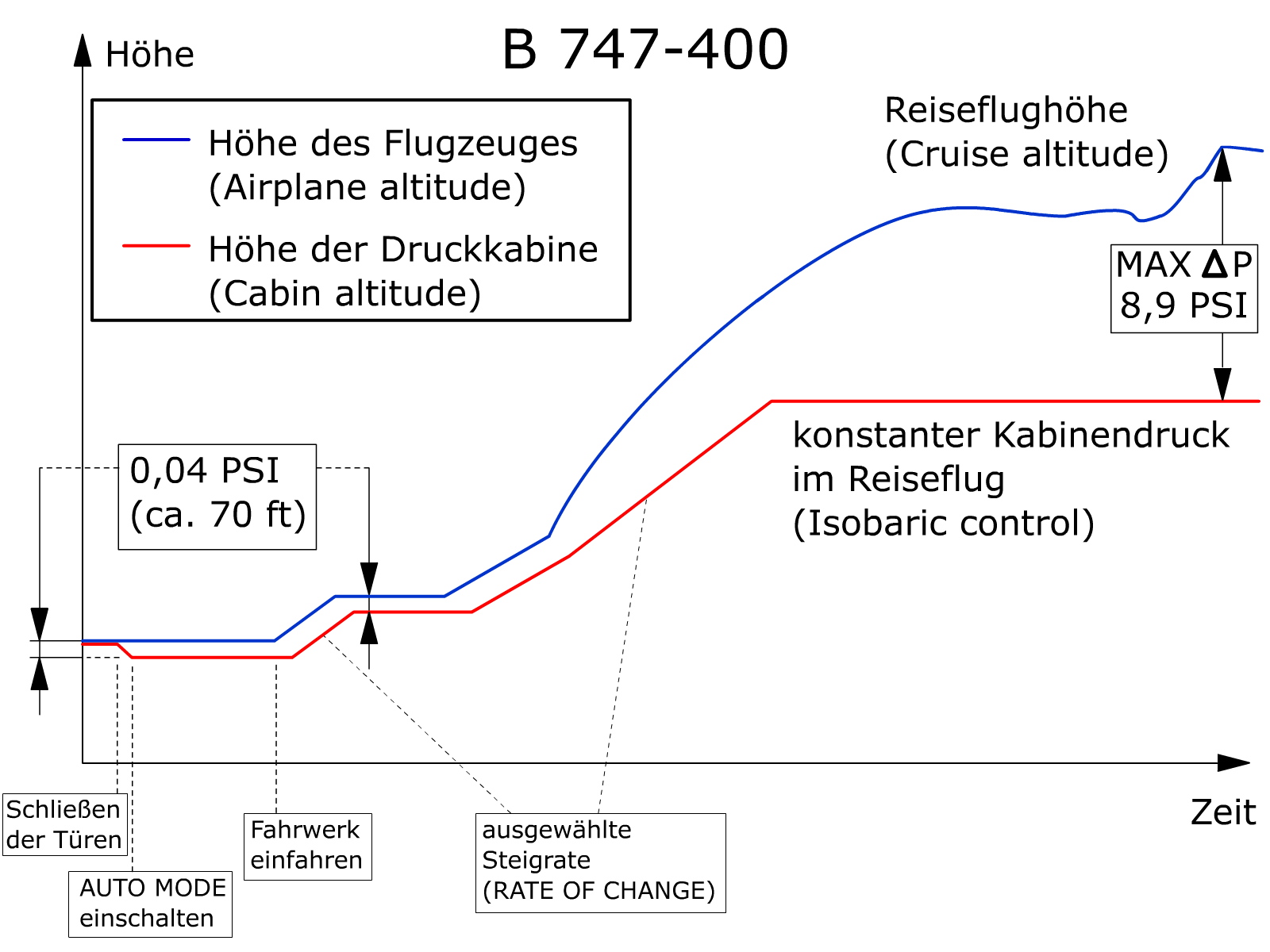
Abbildung 2. Flughöhe und Kabinendruck im Steigflug

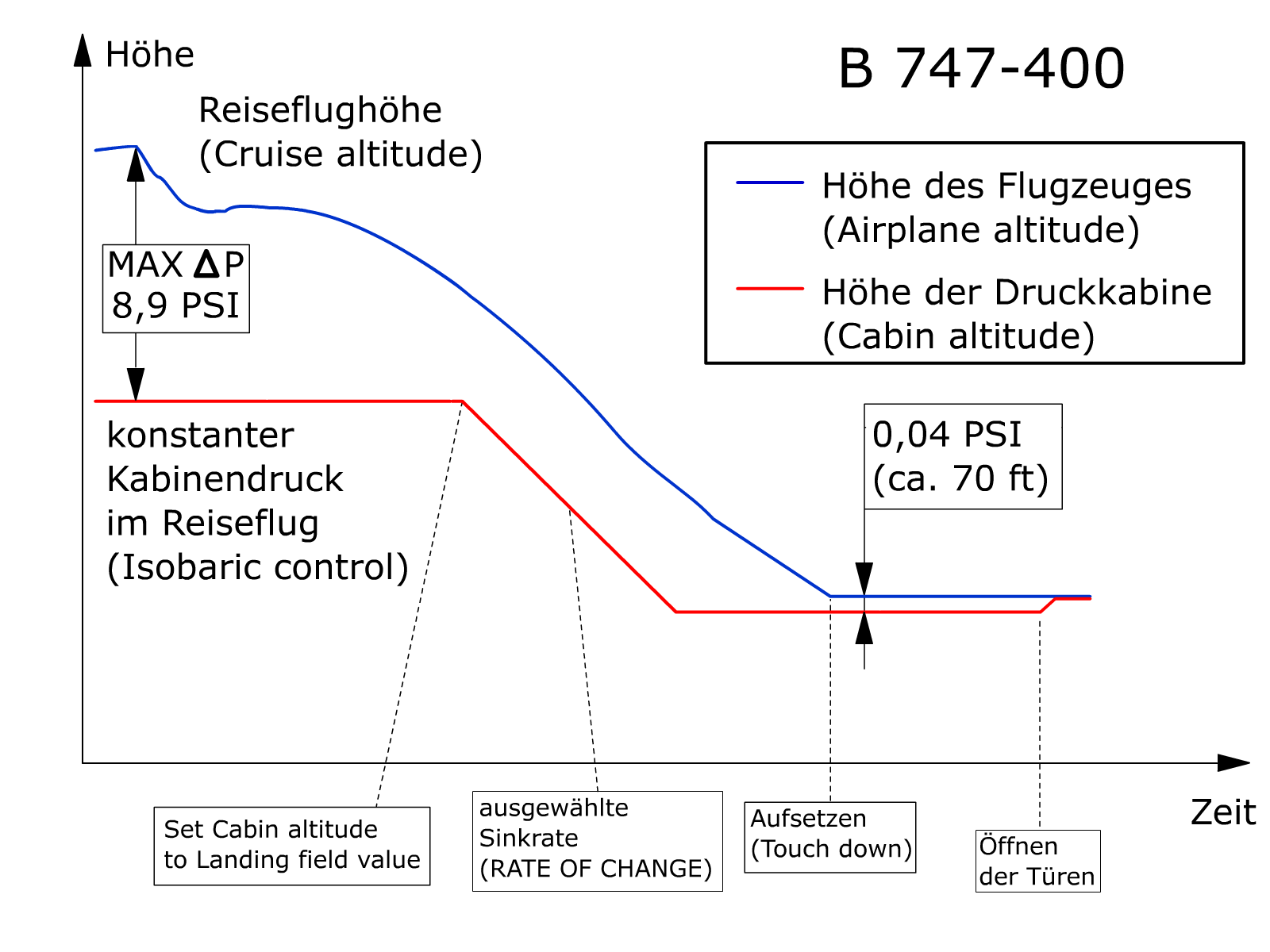
Abbildung 3. Flughöhe und Kabinendruck im Sinkflug

Der Druck in der Kabine (engl. cabin pressure) wird bei modernen Flugzeugen über Auslassventile (engl. outflow valves), die vom Pressure controller geführt werden, geregelt und zusätzlich durch Notventile abgesichert. Jene sind mehrfach vorhanden – wegen Redundanz – wie die meisten wichtigen (sicherheitsrelevanten) Teile im Flugzeug.
Je nach Automatisierungsgrad des Steuerungssystems für den Kabinendruck wird der Pilot mehr oder weniger von der Automatik entlastet. Bei den neuesten Systemen wird die Steuerung des Kabinendruckes automatisch vom Flight Management Computer (FMC) übernommen. Der Controller für den Kabinendruck bekommt vom FMC die Information über die Höhe des Startflugplatzes und des Landeflugplatzes sowie über die geplante Flughöhe. Auch bei Änderung des Zielflughafens (neue Landehöhe) durch den Piloten während des Fluges aktualisiert der FMC die Informationen an den Controller.
Etwas ältere Systeme benötigen dagegen noch eine Eingabe vom Piloten am Cabin pressure panel (dt. Schalttafel für Kabinendruck), wenn der Sinkflug für die Landung beginnt, da der Controller nicht unterscheiden kann, ob es sich bei einem Sinkflug nur um ein kurzes Segment im Reiseflug handelt oder um den Sinkflug zum Landeanflug. Der Controller wertet bei älteren Systemen noch nicht die Information in Bezug auf die horizontale Position aus.
Die Outflow valves steuern den Abfluss der Luft aus der Kabine und halten so einen vorgegebenen Überdruck (Sollwert) in der Kabine aufrecht. Beim Schließen der Türen bekommt der Druckcontroller (ein Computer) ein Signal, den Druck in der Kabine leicht zu erhöhen – das heißt, die Kabinenhöhe wird um einige Fuß abgesenkt. Damit wird das Flugzeug leicht „aufgeblasen“. Dieser erhöhte Innendruck macht das Flugzeug stabiler – es ist genau dafür ausgelegt und konstruiert worden. Alle Startparameter (Gewichte, Geschwindigkeiten) gehen von der Festigkeit der Flugzeugkonstruktion aus, wie sie durch den leicht erhöhten Innendruck erzeugt wird. Das Gleiche trifft für die Landung zu – auch hier ist für die Festigkeit ein leicht erhöhter Innendruck gefordert.
Auch ein Luftballon oder eine hermetisch geschlossene Konservendose ist mit erhöhtem Innendruck stabiler, als mit Unterdruck. Die Flugzeugtüren sind ebenfalls so konstruiert, dass sie bei erhöhtem Innendruck, auch, wenn sich die ganze Zelle leicht ausdehnt, dicht halten.

### Versagen der Outflow valves

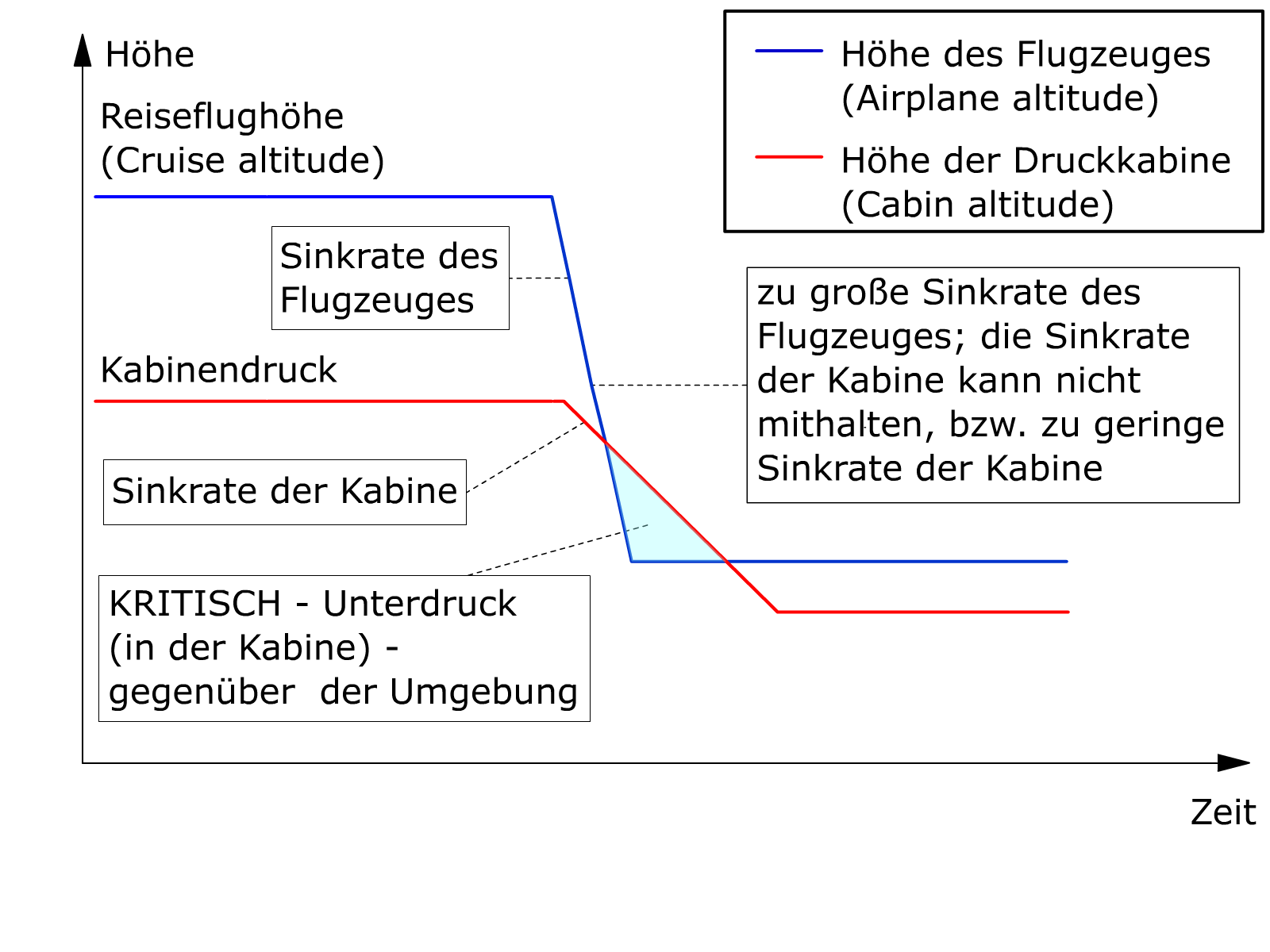
Abbildung 4. Schneller Sinkflug

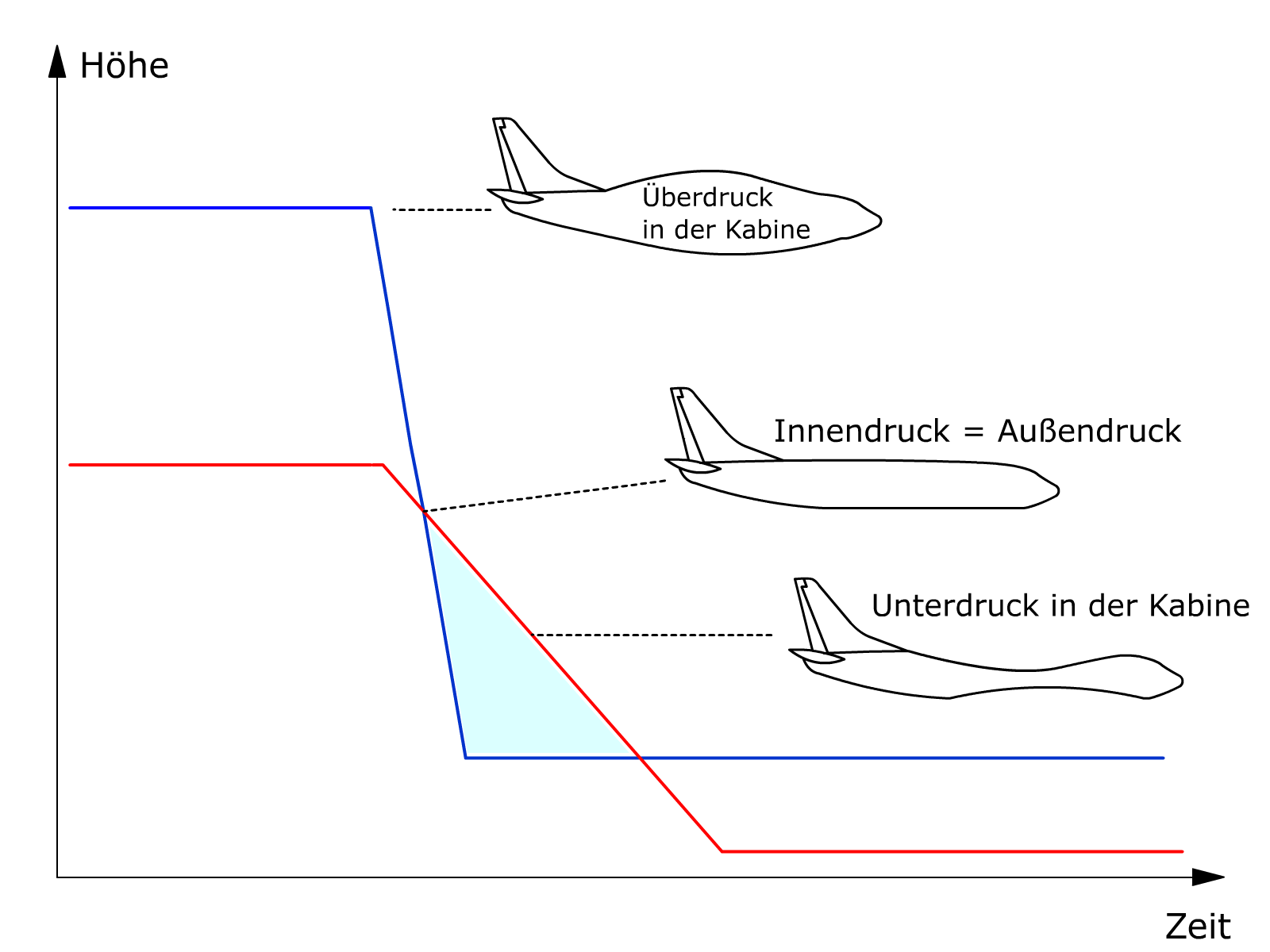
Abbildung 5. Schneller Sinkflug

Sollten die Outflow valves versagen, kann es zu verschiedenen Szenarien kommen: Die Outflow valves öffnen nicht mehr (weiter) oder schließen nicht mehr (weiter).

#### Outflow valves geschlossen
Ein mögliches Versagen der Outflow valves ist, dass sie nicht mehr (weiter) öffnen können und immer (zu weit) geschlossen bleiben. Hier wird nochmals unterschieden, ob das im Sinkflug (bzw. Reiseflug) oder am Boden auftritt.
- Variante 1
Falls die Outflow valves im Sinkflug oder Reiseflug versagen und (zu weit) geschlossen bleiben, die Klimaanlagen gleichzeitig weiterarbeiten und somit immer mehr Druck im Flugzeug aufbauen, dann öffnen sich Notventile, sobald ein Differenzdruck von etwa 9 PSI (ca. 0,6 bar) zwischen Kabinendruck und Außendruck überschritten wird. Danach schließen sie wieder so lange, bis die 9 PSI erneut erreicht sind. Dieser Vorgang wiederholt sich in gewissen Zeitabständen immer wieder. Diese grobe Notsteuerung des Kabinendrucks über die Overpressure relief valve ist allerdings durch den sägezahnförmigen Druckverlauf in der Kabine deutlich und unangenehm zu spüren. Ein Abschalten der Klimaanlagen, um den Druckaufbau zu stoppen, kommt auch nicht in Betracht, da sie zur Temperaturregulierung und zur Aufrechterhaltung eines überlebenswichtigen Drucks in der Kabine (über 4 km Flughöhe) unentbehrlich sind – man kann aber die Anzahl der aktiven Packs reduzieren.
- Variante 2
Falls die Outflow valves versagen und (zu weit) geschlossen bleiben, während das Flugzeug wieder am Boden steht (nach der Landung), herrscht in der Kabine Überdruck (die Kabinenhöhe ist tiefer als Außenhöhe), was nie der Fall sein darf, da sich dann die Türen – besonders im Fall einer evtl. nötigen Evakuierung – nicht öffnen ließen. Beispielsweise ergibt 0,1 bar Differenzdruck etwa 2 t Kraft auf eine normale Türfläche. 
 Da dann auch manuelles Öffnen des „Outflow valves“ nicht mehr funktioniert, bleibt nur die Möglichkeit, die Luftzufuhr abzustellen, also die den Luftdruck erzeugende Klimaanlage auszuschalten („Packs off“ – „Packs ausschalten“).

#### Sonderfall: zu schneller Sinkflug
Normalerweise sinken Flugzeug und Kabinenhöhe gleichzeitig, das Flugzeug meist mit 1000–2000 ft/min, die Druckkabine mit ca. 350 ft/min. Das genügt, damit beide gleichzeitig „am Boden sind“. Wird der Sinkflug aber sehr zügig durchgeführt (beispielsweise wegen ATC-Anweisung oder topografischer Erfordernisse), dann erreicht der Flieger die Kabinenhöhe deutlich vor der Landung – damit würde der Außendruck höher als der Innendruck (siehe Abbildung 4 und 5). Für diesen Fall gibt es ein Negative pressure relief valve, welches beispielsweise bei einer B737 aus einer einfachen, etwa DIN-A4-großen federbelasteten Klappe besteht, die dann nach innen öffnet und den Unterdruck abbaut – bei anderen Mustern geschieht dies über die Türdichtungen. Diese Verfahren sind in den Ohren deutlich spürbar.

#### Outflow valves geöffnet
Ein weiteres mögliches Versagen der Outflow valves ist, dass sie nicht mehr geschlossen werden können (bleiben zu weit offen). Auch hier wird nochmals unterschieden, ob das im Sinkflug (bzw. Reiseflug) oder am Boden auftritt.
- Variante 1
Falls die Outflow valves im Reiseflug versagen und nicht (genügend weit) schließen, ist ein kontrollierter Sinkflug in eine Höhe nötig, in der den Passagieren dauerhaft 8.000 ft Kabinenhöhe gesichert werden kann. 
 Ein sofortiger Rapid descent, auch Emergency descent (deutsch: Notabstieg) ist nur nötig bei größeren Schäden an der Flugzeughülle (deutlich größer als ein Flugzeugfenster). Die Sauerstoffmasken liefern bei einer Kabinenhöhe von über 14.000 Fuß (ca. 4.250 m) nur für ungefähr 15 min Sauerstoff. Das Flugzeug hat für eine Landung nach einer Dekompression zwar keine anderen Limits (Landegewicht, Klappengeschwindigkeiten), es wird aber nach einer „rapid decompression“ wegen des vermuteten größeren Schadens trotzdem mit größerer Vorsicht gelandet.
- Variante 2
Falls die Outflow valves bereits vor dem Start am Boden versagen und nicht mehr schließen, kann höchstens noch ein Flug in niedriger Flughöhe (unter 8.000 ft) durchgeführt werden, für den keine Druckkabine benötigt wird – beispielsweise ein Überführungsflug in eine Flugwerft oder einen Luftfahrttechnischen Betrieb zur Reparatur. Bei einigen Flugzeugen gibt es für diesen Fall reduzierte Limits (Gewichtsabschläge), da für den Start die Stabilität des Flugzeuges auf den leicht erhöhten Druck in der Kabine ausgelegt ist. Bei Flugzeugen, die immer mit abgeschalteten Packs starten, also ohne Inbetriebnahme der Druckkabine noch vor dem Start, spielt das jedoch keine Rolle.

## Transportflugzeuge
Zivile Frachtflugzeuge sind mit einer ganz normalen Druckkabine ausgestattet, da in der Regel modifizierte Versionen von Passagiermaschinen benutzt werden. Der Frachtraum bei Passagierflugzeugen ist Bestandteil der Druckkabine. Die Außenhaut des Flugzeugrumpfes stellt praktisch die äußere Hülle der Druckkabine dar. Passagierkabine, Cockpit und Frachtraum bilden eine zusammenhängende Druckkabine. Lediglich die Möglichkeit zur Temperaturregulierung ist für die Frachträume (bei vielen Flugzeugen) eingeschränkt, oft wird nur ein Teil des Frachtraumes, der für besonders empfindliche Fracht bestimmt ist, temperiert. Für das Cockpit gibt es in einigen Flugzeugen eine bessere Frischluftzufuhr, die aber auch trockener ist und bei den Piloten zu entsprechenden Beschwerden führen kann (Atemwegsprobleme, Konjunktivitis).
Militärtransporter haben meistens keine Druckkabine, da sie unter anderem aus großen Höhen Fracht über eine Laderampe abwerfen. Schon bei leichtem Beschuss könnte es zur Dekompression kommen. Flugzeuge mit Laderampen sind nur mit hohem konstruktivem Aufwand druckdicht zu machen. Teilweise wird eine Druckkabine nur für das Cockpit benutzt. Die Mannschaften im Frachtraum müssen dann in großen Höhen Sauerstoffmasken tragen.

## Kampfflugzeuge
Auch Kampfflugzeuge haben wegen der erreichbaren Flughöhen und der hohen Steig- und Sinkflugleistung in der Regel eine Druckkabine. Um die Folgen einer rapiden Dekompression (zum Beispiel beim Verlust oder bei Beschädigung des Kabinendachs nach Beschuss) gering zu halten, verhält sich hier jedoch der Kabinendruck, anders als bei Passagierflugzeugen, unter 10.000 Fuß analog zum Umgebungsdruck. Oberhalb dieser Höhe wird in der Kabine ein Innendruck erzeugt, der langsamer abnimmt als der Außendruck. Dieses Verfahren wird bis zu einer maximalen Kabinenhöhe von 18.000 Fuß beibehalten, dann wird der Druck stabilisiert. Zum Schutz vor Sauerstoffmangel werden regelmäßig Sauerstoffmasken angelegt. Bei Flügen in großen Höhen werden zusätzlich zum Schutz vor den Folgen der Dekompressionskrankheit bei einer rapiden Dekompression oder für den Fall eines Rettungsausstiegs Höhenschutzanzüge getragen.

## Geschichte

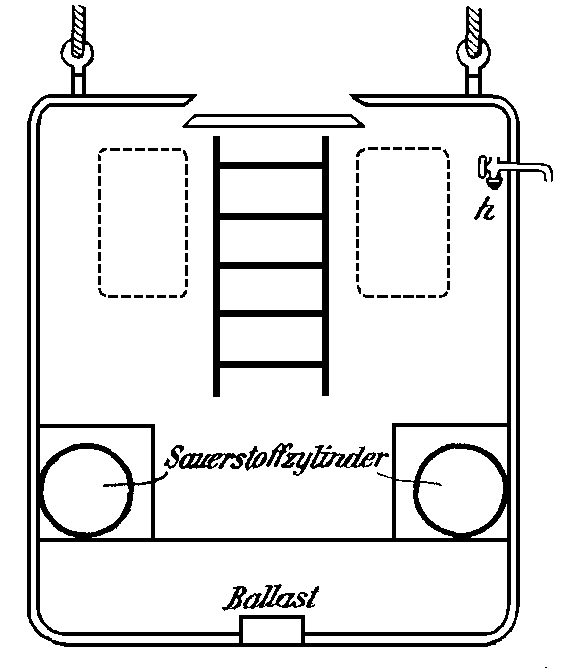
Entwurf einer Druckkabine für Ballonfahrten (von Schrötter, 1903)

Die erste Druckkabine wurde von Auguste Piccard gebaut. An einen Gasballon gehängt erreichte er in ihr am 27. Mai 1931 eine Höhe von 15.781 m und konnte so den 30 Jahre alten Höhenrekord von Arthur Berson und Reinhard Süring überbieten, die in offenem Korb auf 10.800 m aufgestiegen waren. Bereits 1903 hatte Hermann von Schrötter auf der 232. Versammlung des Berliner Vereins zur Förderung der Luftschifffahrt den Einsatz eines hermetisch geschlossenen Korbs mit erhöhter Sauerstoffspannung für Ballonfahrten in Höhen über 10.000 m vorgeschlagen.
Die Junkers Ju 49, ein spezielles Höhenflugzeug, das 1931 zum Erstflug startete, verfügte über eine Druckkabine für zwei Personen. Auguste Piccard wurde in den 1930er Jahren von Alfred Renard bei der Entwicklung eines Passagierflugzeuges mit Druckkabine eingebunden. Das Ergebnis war die Renard R-35, die beim Jungfernflug 1938 abstürzte und nicht weiter entwickelt wurde.
Das erste in Serie gefertigte Passagierflugzeug mit Druckkabine war der nur 10-mal gebaute Boeing 307 Stratoliner, der ab Mitte 1940 von der Transcontinental and Western Air (T&WA) im Langstreckendienst zwischen New York und Los Angeles eingesetzt wurde, bei der Gesellschaft Pan Am gefolgt ab Februar 1946 von der später in größeren Stückzahlen gefertigten und ebenfalls viermotorigen Lockheed-Constellation-Familie. Im Kurzstreckenverkehr setzte ab Juli 1948 American Airlines die zweimotorige Convair CV-240 ein. Bereits im Mai 1944 kam der mit einer zweigeteilten Druckkabine versehene Bomber Boeing B-29 im Pazifikkrieg zu den Verbänden der United States Army Air Forces (USAAF).
Im Zusammenhang mit der Unfallserie der de Havilland Comet, die in Reiseflughöhe (35.000 bis 40.000 ft) eine Kabinenhöhe von 8000 ft hatte, mussten die Ingenieure in den 1950er Jahren nach aufwendigen Untersuchungen feststellen, dass bei der Druckkabine eine bis dahin nicht bekannte Form der Materialermüdung auftreten kann.
Der Absturz einer Vickers 951 Vanguard auf British-European-Airways-Flug 706 im Oktober 1971 wurde von der durch Korrosion verursachten Zerstörung des hinteren Druckschotts verursacht. Nach Abriss beider Höhenleitwerksflächen war die Vanguard nicht mehr steuerbar.
Ein Boeing 747 Jumbo-Jet stürzte 1985 auf Japan-Air-Lines-Flug 123 ab, weil sieben Jahre vorher das hintere Druckschott nicht nach Herstellervorschrift instand gesetzt wurde. Das fehlerhaft reparierte Schott barst in 7300 Metern Höhe und der entweichende Kabinendruck sprengte das Seitenleitwerk ab.
Der Unfall von Aloha-Airlines-Flug 243 auf Hawaii zeigte, dass unter dem Einfluss salzhaltiger Luft eine hohe Anzahl von Dekompressionszyklen die Druckkabine zusätzlich beansprucht und dies bei den Wartungsintervallen der Luftfahrzeug-Instandhaltung mit zu berücksichtigen ist.
Die meisten Turboprop-Flugzeuge haben mittlerweile ebenfalls eine Druckkabine. Die kleinsten Flugzeuge mit Druckkabine sind die Cessna P210 oder die Piper PA-46 Malibu.
Die traditionelle Methode, den Druck in der Druckkabine mit Zapfluft (bleed air) zu erzeugen, wurde bei der Boeing 787 verlassen. Bei diesem Flugzeug wurde gänzlich auf Zapfluft verzichtet, um den Wirkungsgrad der Triebwerke (Leistung, Treibstoffverbrauch) nicht durch die Entnahme von Zapfluft zu beeinträchtigen. Der Kabinendruck wird stattdessen durch einen elektrisch betriebenen Kompressor erzeugt.
Um den Komfort für die Passagiere zu erhöhen, sind Flugzeughersteller bestrebt, die Kabinenhöhe näher an den vom Boden gewohnten Druck anzupassen. So beträgt sie bei der Boeing 787 (bei einer maximalen Reiseflughöhe von 43.000 ft) maximal 6000 ft (1829 m), was einem relativen Unterschied zum Standarddruck von ca. 20 % entspricht. Die Kabinenhöhe des Airbus A380 wird (bei gleicher maximalen Reiseflughöhe) hingegen auf maximal 5000 ft (1525 m) gehoben, was einer Abweichung von ca. 17 % vom Standarddruck entspricht.
Eine kostengünstige Alternative für kleinere Flugzeuge ohne Druckkabine, die zum Beispiel wegen eines Gebirgsüberfluges nur gelegentlich in großen Höhen fliegen müssen, sind portable Sauerstoffsysteme.

## Steuerung der Kabinenhöhe am Beispiel der B-747-400
Bei der Boeing 747 überwacht und steuert der Pilot die Kabinenhöhe an einer Schalttafel (engl. cabin altitude control panel) am Overhead Panel. Hier wird auch die Stellung der Outflow valve durch den Outflow valve position indicator angezeigt. Es gibt eine linke und eine rechte Outflow valve (OP = Open, Cl = Closed).

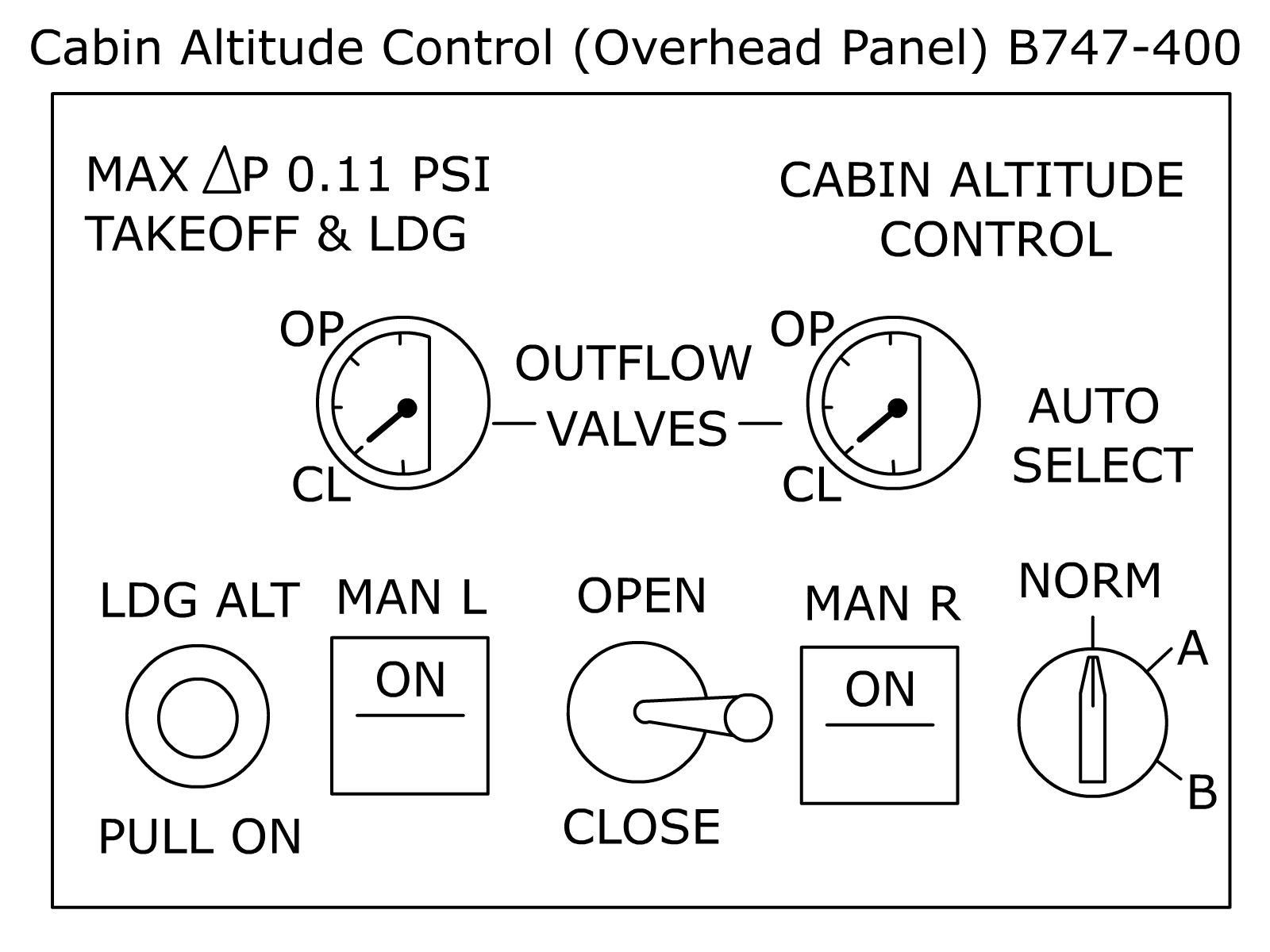
B747-400 – Cabin altitude control panel

Der Wahlschalter für die Landehöhe (LDG ALT; links unten; Landing Altitude Selector) kann im Bereich von minus 1000 bis plus 14000 Fuß eingestellt werden. Zum Einstellen der Landehöhe muss er herausgezogen werden und kann dann gedreht werden. Dieser Wahlschalter übersteuert alle anderen Eingaben der Landehöhe (vom FMC – Flight Management Computer) an den Cabin altitude controller (ein kleiner Computer, der den Kabinendruck steuert). Bei gezogenem Wahlschalter muss die Landehöhe manuell an diesem Schalter eingestellt werden. Der eingestellte Wert wird am EICAS (dem Bildschirm vor dem Piloten) angezeigt und ist dann mit dem Zusatz MAN (für manuell) markiert. Wenn der Wahlschalter wieder reingedrückt ist, wird die Eingabe der Landehöhe erneut an den FMC abgegeben. Der FMC gibt im Normalbetrieb die Landehöhe an den Cabin altitude controller weiter. In diesem Fall ist die Anzeige der Landehöhe am EICAS mit dem Zusatz AUTO versehen.
Die Landehöhe wird also entweder manuell (Wahlschalter gezogen) oder automatisch vom FMC (Wahlschalter gedrückt = Normalbetrieb) an den Cabin altitude controller übermittelt.
Auch die Outflow valves können in besonderen Situationen manuell vom Piloten gesteuert werden. Dazu gibt es am Cabin altitude control panel jeweils einen Druckschalter für das rechte und linke Ventil (engl. outflow valve manual switch). Wenn dieser gedrückt ist, wird das entsprechende Ventil manuell gesteuert. Der gedrückte Tastschalter leuchtet dann mit der Aufschrift ON (manuelle Steuerung eingeschaltet). In dieser Schalterstellung wird der automatische Controller der Outflow valve umgangen, und auch der Cabin altitude limiter (dt. Begrenzer für die Kabinenhöhe) überbrückt. Dadurch ist der Dreiwegeschalter (zwischen den viereckigen Druckschaltern; unten Mitte) aktiviert. Eine Feder zieht diesen Dreiwegeschalter nach dem Loslassen immer wieder in die Mittelposition. In der oberen Position (OPEN) werden die übersteuerten Ausströmventile langsam immer weiter geöffnet (und die Kabinenhöhe steigt); in der unteren Position (CLOSE) werden die übersteuerten Ausströmventile langsam immer weiter geschlossen (und die Kabinenhöhe sinkt). Hat man die gewünschte Ventilstellung erreicht, lässt man einfach los und der Schalter springt wieder in die Mittelstellung.
Bei ausgeschaltetem Outflow valve manual switch werden die Ausströmventile wieder automatisch gesteuert.
Rechts unten ist ein Drehschalter (engl. Cabin altitude auto selector), mit dem man zwischen den doppelt vorhandenen Cabin altitude controllern (A und B) umschalten kann. Bei störungsfreiem Betrieb überlässt man der Automatik die Auswahl des Controllers. Bei Störungen kann der Pilot aber gezielt auf den Controller A oder B umschalten, um so Fehler zu suchen oder erkannte Fehler zu überbrücken. Im Normalbetrieb steht der Cabin altitude auto selector auf NORM. Er wählt dann automatisch, für jeden neuen Flug abwechselnd, den Cabin Altitude Controller A bzw. B als primären Controller. Im Falle eines Fehlers des primären Controllers wird dann ebenfalls automatisch auf den anderen (sekundären) Controller umgeschaltet. Auch im manuellen Betrieb ist der jeweils gewählte Controller der primäre und der andere der sekundäre Controller.

## Medizinische Situation
Der Luftbedarf eines Menschen beträgt im Ruhezustand in Meereshöhe ungefähr 8,5 l/min. Mit zunehmender Höhe sinkt der Luftdruck, und der Sauerstoffpartialdruck reicht nicht mehr aus, um einen Menschen mit genügend Sauerstoff zu versorgen. Der Sauerstoffpartialdruck in den Lungenbläschen ist dann zu niedrig und es geht zu wenig Sauerstoff in das Blut über. Die zur Verfügung stehende niedrigere Sauerstoffmenge im Blut (Sauerstoffmangel) wird zunächst durch schnellere Atmung kompensiert und nach einigen Tagen (für Flüge nicht relevant) dann durch die vermehrte Produktion von roten Blutkörperchen.

### Sauerstoffmangel
Die meisten Personen tolerieren Höhen bis 8000 ft (2400 m) ohne gesundheitliche Beschwerden oder Unwohlsein. Jedoch können einige Passagiere – besonders solche mit Herz- oder Lungenerkrankungen – bereits ab 5000 ft (1500 m) Symptome zeigen. In 5000 ft steht dem Körper bereits 25 % weniger Sauerstoff zur Verfügung als in Meereshöhe. Über 8000 ft kann es zu Müdigkeit und Kopfschmerzen kommen. Mit zunehmender Höhe sind Verwirrtheit, Gedächtnisverlust, Muskelkrämpfe und Bewusstlosigkeit möglich. Längere Flüge über 10.000 ft (3050 m) erfordern die zusätzliche Gabe von Sauerstoff oder eine Druckkabine. Ein Aufenthalt über 13.000 ft (4000 m) kann zur Höhenkrankheit mit Selbstüberschätzung, Müdigkeit, Orientierungsverlust und sogar Bewusstlosigkeit führen. Ein Aufenthalt über 20.000 ft (6100 m) kann bei längerem Verweilen zum Tode führen. Entgegen weitläufigen Behauptungen führt eine völlige Drucklosigkeit jedoch nie zu kochendem Blut oder ähnlichem – der Blutdruck im Kreislaufsystem reicht aus, um das Sieden des Blutes zu verhindern. Da es jedoch nicht weiter möglich ist, unter diesen Umständen den Atem anzuhalten, verliert man nach etwa 15–20 Sekunden das Bewusstsein, wenn Blut ohne ausreichend Sauerstoff das Gehirn erreicht. Oberhalb der Armstrong-Grenze, die auf der Erde bei etwa 19.000 m liegt, kommt es allerdings zu Blasenbildung im Blut, was zu Ebullismus und damit innerhalb kürzester Zeit zu schweren gesundheitlichen Problemen führen kann.

### Time of Useful Consciousness
Die Time of useful consciousness (für Zeitraum bei vollem Bewusstsein, jedoch als Begriff ungebräuchlich) ist die Zeit zwischen Eintritt einer Dekompression (der Druck im Flugzeug fällt auf Umgebungsdruck) und dem Eintritt der Handlungsunfähigkeit. Das ist die maximale Reaktionszeit, die einem Piloten im Falle einer Dekompression bleibt. Es muss sich bei der Handlungsunfähigkeit nicht gleich um Bewusstlosigkeit oder Tod handeln, jedoch ist der Pilot praktisch handlungsunfähig. In 40.000 ft (12 km), der normalen Flughöhe moderner Passagierflugzeuge, beträgt die Time of useful consciousness 15–20 Sekunden. In dieser Zeit müssen die Piloten ihre Sauerstoffmaske angelegt haben.
Das Versagen der Druckkabine kann zur Bewusstlosigkeit der Piloten und zu einem Flugzeugabsturz führen.

### Ohren
Rasche Luftdruckwechsel werden vom menschlichen Ohr als Druck auf das Trommelfell wahrgenommen, da der Druckausgleich zwischen Mittelohr und Umgebung nicht schnell genug erfolgen kann. Solche Fluktuationen haben einen erheblichen Einfluss auf Wohlbefinden und Gesundheit. Normalerweise sollten daher im Steigflug 500 ft/min und im Sinkflug 350 ft/min nicht überschritten werden. Zur Minderung dieser Beschwerden wurde früher ein Bonbon zum Start gereicht. Beim Lutschen bewegt sich das Gaumensegel und die Rachenmuskulatur, was die Dehnung und Öffnung der Eustachischen Röhre fördert, über die ein Druckausgleich erfolgt. Das geht aber bei Bedarf auch über trockenes Runterschlucken, ist aber nur sinnvoll im Steigflug mit abnehmendem Außendruck. Die Valsalva-Methode (Nase zuhalten und Luft in die Nase pressen, bis es in den Ohren knackt) ist auch geeignet, sich Linderung zu verschaffen – allerdings nur beim Sinkflug, wenn der Außendruck wieder zunimmt.

### Gase
Es gibt weitere Einwirkungen auf den Menschen, die bei Luftdruckabfall eintreten können. So dehnen sich Gase im Darm mit steigender Kabinenhöhe (siehe Abschnitt Kabinenhöhe) aus und können bei Druckabnahme in der Kabine Meteorismus hervorrufen. Die Luft in den Nasennebenhöhlen kann ebenfalls zu Beschwerden führen, falls sie wegen einer Entzündung nicht entweichen kann. Das Gleiche gilt (theoretisch) auch für eingeschlossene Luft in Zähnen (z. B. Wurzelentzündung, Wurzelbehandlung).
Kranke Passagiere müssen vor dem Flug mit ihrem Arzt abklären, ob sie eine Druckabnahme, die einem Aufenthalt im Gebirge in 2500 m Höhe entspricht, vertragen können.

## Trockene Luft
In einer Reiseflughöhe von bis zu 12.000 m ist die Luft so kalt, dass sie – absolut – nur noch wenig Wasserdampf enthält. Wegen der Erwärmung der Außenluft in der Klimaanlage verringert sich die relative Luftfeuchtigkeit so stark, dass sie die Atemwege der Menschen austrocknen lässt. Deshalb können in modernen Reiseflugzeuge optional Befeuchtungssysteme (Humidifier) installiert werden. Das kostet Energie für die Verdunstung des Wassers oder aber Heizenergie. Es wird auch Trinkwasser gereicht.

## Schadstoffe in der Kabinenluft
Die Kabinenluft wird bei modernen Flugzeugen an den Triebwerken gezapft. Nachweisbar können dabei unter bestimmten Umständen (im Fehlerfall) Öldämpfe und mit ihnen Schadstoffe wie das Nervengift TCP in die Kabine gelangen.
Im Jahr 2010 berichteten hunderte Piloten und Flugbegleiter über schwere und teils chronische Erkrankungen bis hin zur Berufsunfähigkeit („aerotoxisches Syndrom“). Die Vereinigung Cockpit, Ver.di und UFO forderten damals eine unabhängige und umfassende Untersuchung der möglichen Kausalkette von einer Kontamination der Kabinenluft bis hin zum Krankheitsbild. Ein vertrauliches Papier des Bundesverbandes der deutschen Fluggesellschaften aus demselben Jahr besagt, dass sich viele Fluggesellschaften Sorgen um ihren Ruf machten.
Die Boeing B787 („Dreamliner“) entnimmt als einer der ersten modernen Passagierjets die Kabinenluft nicht mehr an den Triebwerken.

## Raumfahrt
Raumfahrern dient die Überdruckkabine als künstliche „Atmosphäre“ zum Überleben in der völligen Luftleere des Weltraums. Da zum Vakuum die Druckdifferenz maximal ist, müssen Raumfahrzeuge besonders stabil gebaut sein, um ein Platzen zu vermeiden. Auch Raumanzüge werden unter – jedoch geringerem – Innendruck gehalten.

### Sauerstoffatmosphäre
Um den Partialdruck des Sauerstoffs in den Lungen zu erhöhen, kann statt einer Druckerhöhung auf ein physiologisch verträgliches Niveau alternativ auch die Sauerstoffkonzentration in der Kabine erhöht werden. Nichts anderes machen Piloten im Flugzeug, die ohne Druckkabine in nicht allzu extremen Höhen fliegen (ca. 3000 bis 5000 m) und über eine kleine Sauerstoffsonde ihrer Atemluft etwas Sauerstoff hinzufügen. Das geht aber nur bis zu einer gewissen Abnahme des Luftdrucks in der Kabine.
Konstruktiv wurde die Sauerstoffanreicherung der Kabinenatmosphäre mit Sauerstoff nicht in Flugzeugen angewandt, sehr wohl aber in den amerikanischen Mercury-, Gemini- und Apollo-Raumschiffen. Ihre Kabinenatmosphäre bestand während des Fluges aus reinem Sauerstoff bei einem Drittel des Drucks auf der Erde (34 % des Erddrucks in Meereshöhe = 344 hPa). Durch den niedrigeren Innendruck konnten die Raumschiffe leichter sein. Nach den leidvollen Erkenntnissen aus der Katastrophe mit Apollo 1 wurde (nur in der Startphase) 40 % Stickstoff hinzugefügt. Da in den sowjetischen Raumschiffen eine Stickstoff-Sauerstoffatmosphäre mit Druck auf Meereshöhe herrschte, gab es bei der Ankoppelung zwischen beiden im Rahmen des Apollo-Sojus-Projektes (1975) einige diesbezügliche Probleme zu lösen. In der Sojus-Kommandokapsel wurde der übliche Druck von 100 % der Erdatmosphäre (1013 hPa) für diese Mission auf 68 % reduziert (689 hPa). Das Apollo-Raumschiff führte einen Dockingadapter mit, der als Koppelmodul und Luftschleuse diente.
Die Erhöhung des Sauerstoff(partial)drucks – und etwas auch das Weglassen von Stickstoff – erhöht die Brandgefahr. Erst beim Space Shuttle ging auch die NASA auf eine Stickstoff-Sauerstoffatmosphäre bei Normaldruck über.

## Eisenbahn
Auch Eisenbahnzüge im Hochgeschwindigkeitsverkehr verwenden Druckkabinen, um trommelfellbelastende Luftdruckstöße bei der Einfahrt in einen Tunnel oder Begegnung mit einem Gegenzug zu vermeiden.